# Cordylophora japonica
Cordylophora japonica is een hydroïdpoliep uit de familie Cordylophoridae. De poliep komt uit het geslacht Cordylophora. Cordylophora japonica werd in 1951 voor het eerst wetenschappelijk beschreven door Itô. 